# Sport Luanda e Benfica
Lo Sport Luanda e Benfica, noto come Benfica de Luanda o semplicemente come Benfica è una società calcistica angolana con sede a Luanda, già militante in Girabola, la massima divisione del Campionato angolano di calcio.

## Storia
Il club fu fondato come Sport Luanda e Benfica e successivamente ribattezzato Saneamento Rangol.
Nel 2000 il club è tornato al nome originale, Sport Luanda e Benfica.
Nel 1995, come Saneamento Rangol, il club è stato promosso alla prima divisione dell'anno successivo. Nel 2003, il Benfica de Luanda è stato retrocesso in seconda divisione. Nel 2004, il club è arrivato secondo in seconda divisione ed è stato promosso in prima divisione. Nel 2005, il club è arrivato 6° in prima divisione.
Dal 2017 per motivi finanziari ha rinunciato ad iscriversi al campionato.

## Palmarès

### Competizioni nazionali
- Taça de Angola: 1

2014
- Supertaça de Angola: 1

2007